# Mowgli - Il figlio della giungla
Mowgli - Il figlio della giungla (Mowgli: Legend of the Jungle) è un film del 2018 diretto da Andy Serkis, che mescola live action, motion capture e animazione.
La pellicola è l'adattamento cinematografico de Il libro della giungla di Rudyard Kipling. Il film è interpretato da Rohan Chand, che veste i panni di Mowgli, Matthew Rhys e Freida Pinto, con altri attori nei ruoli degli animali della giungla, tra cui Christian Bale, Cate Blanchett, Benedict Cumberbatch, Naomie Harris e lo stesso Serkis.

## Trama
La storia è interamente narrata da Kaa, una vecchia femmina di pitone indiano. All'inizio si vede la feroce tigre Shere Khan attaccare degli umani. Nello stesso posto, subito dopo, la pantera nera Bagheera trova un neonato ancora vivo, e lo conduce da una famiglia di lupi, alla cui tana giunge anche lo sciacallo Tabaqui, servo di Shere Khan, che cerca di prendere il neonato per consegnarlo al padrone, ma viene subito allontanato dai lupi. Quella stessa notte il branco si riunisce, e il capo Akela afferma che, non essendo nato tra di loro, per entrare nel branco il piccolo necessita dell'appoggio di almeno due membri che non siano i genitori, ma a parlare a suo favore è solo Bagheera, che offre come riscatto al branco un'antilope. A quel punto, sopraggiunge Shere Khan, che reclama il neonato, avendo ucciso i suoi genitori, ma Akela si intromette, affermando che il neonato è da ora sotto la protezione del suo branco e il felino non ha autorità su quella parte della giungla. La tigre, prima di fuggire, afferma che il giorno in cui la vecchiaia di Akela si farà sentire e mancherà una preda, sarebbe tornato e avrebbe divorato il bebè.
Dopo vari anni, il piccolo Mowgli è cresciuto imparando le leggi della giungla dall'orso Baloo, maestro dei membri giovani del branco, ma non essendo un lupo, non riesce a trovare amici nel branco e viene deriso dagli altri lupi; il suo unico e migliore amico è Bhoot, un lupacchiotto albino, e per questo anch'esso deriso ed emarginato dagli altri.
Durante una lezione, mentre Mowgli si fa un bagno alle sorgenti termali arriva Shere khan, il bambino cerca di nascondersi ma si ritrova braccato dalla tigre e, nel tentativo di sfuggirle, si ritrova dentro una trappola per tigri, finendo per fortuna illeso tra le punte della trappola. A tirarlo fuori dalla fossa con la proboscide interviene  un elefante asiatico, il quale curiosamente presenta una zanna spezzata .
Sul far a sera, Baloo e Mowgli mentre parlano del popolo delle scimmie e di Kaa, scorgono la carcassa di una vacca (animale sacro per legge in quanto domestico), segno del ritorno di Shere Khan, che ha ripreso ad attaccare il villaggio. Quella notte Bagheera, temendo per la vita del giovane, parla a Mowgli del villaggio degli uomini, affermando che è l'unico posto dove sarebbe perfettamente al sicuro, facendogli promettere che vi si sarebbe recato in caso avesse fallito la corsa, prova che dovrà superare per dimostrare di essere degno di entrare a far parte del branco. Poco dopo, Mowgli si avvicina all'accampamento degli abitanti del villaggio venuti per uccidere Shere Khan perché continua a uccidere  le loro vacche, assistendo per la prima volta ai poteri del fuoco, osservando la coda di Tabaqui bruciare essendosi avvicinato troppo ad una torcia. Lo sciacallo parla al ragazzo del fuoco (più caldo del sole, più veloce della pantera) e ammette che sogna di essere una tigre ma si sveglia sempre sciacallo.
Il giorno dopo la prova comincia. Durante la corsa Bagheera prende di mira i giovani lupi ma soprattutto il giovane umano, riuscendo in extremis a fagli fallire la prova, cosa che esclude ufficialmente Mowgli dal branco. Baloo discute animosamente (per poi combattere) con Bagheera, avendo capito  che la pantera lo ha fatto di proposito, e Bagheera ammette di aver volontariamente fatto sì che Mowgli fallisse la prova, in modo da farlo andare al villaggio degli uomini dove sarà al sicuro (sa che Shere Khan smembrerà il branco e il giovane non avrà più protezione), facendo infuriare l'orso. Intanto il ragazzo viene rapito dal popolo delle scimmie e Bhoot, che ha assistito al rapimento, corre ad avvisare Baloo e Bagheera, che si mettono sulle sue tracce. Le scimmie portano Mowgli svenuto in una vecchia città abbandonata, dove Shere Khan lo attende, ma, mentre la tigre è sul punto di ucciderlo, sopraggiungono Baloo e Bagheera, che vengono sopraffatti dalla superiorità numerica delle scimmie, a loro volta però messe in fuga da Kaa.
Mowgli, sconvolto da queste vicende, al mattino si ritrova da solo al torrente con Bhoot mentre il branco va a caccia senza di lui; il lupo albino tenta di consolarlo ma Mowgli sfoga la sua rabbia su Bhoot, denigrandolo come gli altri lupi, facendolo allontanare sconvolto e addolorato. La sera seguente, Mowgli va ad interrogare Kaa, la quale gli narra le sue origini e predice il suo destino, mentre  i lupi vanno a caccia, al termine della quale Akela manca la sua preda, lasciando quindi trasparire la sua vecchiaia, e per questo al Consiglio uno per volta i membri del branco iniziano a sfidarlo; secondo la Legge, per rimanere il capo, Akela deve lottare con ogni lupo del branco e vincere o morire ucciso da un lupo, che lo sostituirà. Il tutto con la partecipazione di Shere Khan, ad assistere trionfante all'imminente fato di Akela.
Il cucciolo d'uomo assiste impotente ai ripetuti scontri di Akela e per cercare di aiutare il lupo, ruba una torcia ad una bambina e allontana i lupi del branco nemico e Shere Khan da Akela, ormai sul punto di soccombere, ma viene cacciato dal branco proprio da quest'ultimo, che gli rimprovera di aver utilizzato un'arma degli uomini. Giunto al villaggio quella notte, Mowgli spaventa e minaccia gli abitanti col fuoco stesso, in preda all'ira, finché viene colpito in testa; viene tenuto in gabbia, in quanto considerato pericoloso, e nel frattempo Bagheera gli fa visita. La pantera però non è venuta a liberarlo: gli racconta il suo passato, quando era un animale domestico di un imperatore (conserva ancora i segni del collare sul collo) e lo esorta per il suo bene ad adattarsi fra gli uomini e conquistarsi la loro fiducia, per poi sparire nella notte.
Il giorno dopo, Mowgli trova la gabbia aperta e il cacciatore John Lockwood lo avvicina, lo nutre e lo accudisce, mostrandogli una cicatrice procuratagli da Shere Khan, simile a quella che porta Mowgli sul suo braccio (gliel'ha fatta la tigre mentre era svenuto al tempio), dicendogli che entrambi hanno un nemico in comune. Dopo vari giorni al villaggio passati insieme alla madre adottiva Messua e giocando con i suoi simili, Mowgli inizia a sentirsi a casa, finché una mattina riceve la visita di un suo fratello lupo, che gli racconta che i membri del branco di Akela ormai si sono schierati con Shere Khan e i pochi rimasti fedeli ad Akela sono stati cacciati e vengono braccati dai loro stessi fratelli; il lupo implora quindi il suo aiuto. Il cucciolo d'uomo tuttavia, colmo di rancore verso il branco che lo ha respinto e rinnegato, si rifiuta di intervenire, dichiarando che il suo posto è tra gli uomini. Quella sera stessa dopo una festa, tuttavia, entra - spinto dalla curiosità - nello studio di John, dove trova, tra i tanti animali morti e imbalsamati, il busto impagliato di Bhoot, considerato dal cacciatore, contrariamente agli altri lupi, bellissimo a causa del suo albinismo. Dopo aver conversato col ragazzo, John torna a dormire mentre Mowgli piange la perdita dell'amico, soprattutto per il rimorso di averlo ferito poco prima della sua morte.
Decisosi finalmente a salvare il branco, Mowgli organizza un piano, riportando all'elefante asiatico, che lo salvò giorni prima dalla trappola per tigri, la zanna che Lockwood gli aveva spezzato, dicendogli che, se lo avesse aiutato, lui lo avrebbe condotto dal cacciatore e gli avrebbe fatto avere la sua vendetta. Il cucciolo d'uomo attira così Shere Khan in una trappola, nella quale viene coinvolto anche Lockwood; elefanti feriscono la tigre, che comunque riesce ad attaccare Mowgli, in cui difesa interviene Akela, che intercetta il balzo della tigre ma cade in fin di vita, venendo colpito dallo sparo di John al posto della tigre. Shere Khan viene finito da Mowgli, mentre Lockwood viene ucciso dall'elefante. Akela, ormai in fin di vita, si scusa con Mowgli per averlo cacciato e dubitato di lui, affidandogli il comando del branco, con gioia ed orgoglio di Baloo, Bagheera, Kaa, gli elefanti, i lupi e tutti gli animali della giungla.

## Produzione
Inizialmente il film era intitolato Jungle Book: Origins, successivamente Mowgli: Tales from the Jungle Book, poi semplicemente Mowgli, ma con l'acquisto del film da parte di Netflix, è diventato definitivamente Mowgli: Legend of the Jungle. Il regista Andy Serkis ha dichiarato che il film "sarà più oscuro e serio degli altri adattamenti de Il libro della giungla".
Le riprese sono iniziate il 9 marzo 2015 e si sono svolte tra Sudafrica e gli studi Leavesden di Londra.

## Promozione
Il primo trailer del film viene diffuso il 21 maggio 2018.

## Distribuzione
La pellicola, inizialmente fissata per l'ottobre 2016 e spostata poi all'ottobre 2017, doveva essere distribuita nelle sale cinematografiche statunitensi a partire dal 19 ottobre 2018, ed in quelle italiane dal 25 ottobre seguente, ma nel luglio 2018 il film viene venduto a Netflix, che lo distribuisce in tutto il mondo a partire dal 7 dicembre 2018, mentre la première si è tenuta a Mumbai il 25 novembre 2018.

### Divieti
Negli Stati Uniti il film è stato vietato ai minori di 13 anni non accompagnati da adulti per la presenza di "intense scene di azione violenta, immagini sanguinolente ed elementi non adatti".

## Accoglienza

### Critica
Il film ha ricevuto recensioni contrastanti da parte della critica, che ha elogiato cast, effetti visivi e regia, ma è stato paragonato sfavorevolmente al film del 2016 Il libro della giungla, criticandone il tono irregolare e definendolo un "ambizioso disordine fallito".
Sull'aggregatore Rotten Tomatoes il film riceve il 52% delle recensioni professionali positive con un voto medio di 5,5 su 10 basato su 105 recensioni. mentre su Metacritic ottiene un punteggio di 51 su 100 basato su 22 recensioni.

## Riconoscimenti
- 2019 - CinEuphoria Awards
  - Candidatura per i migliori effetti speciali a Nigel Denton-Howes,François Dumoulin, Ivan Moran e Max Solomon
  - Candidatura per il miglior sonoro a Doug Cooper, Glenn Freemantle, Danny Hambrook, Tom Sayers e Ian Tapp
  - Candidatura per il miglior personaggio animato (Bagheera)
  - Candidatura per il miglior personaggio animato (Shere Khan)
- 2019 - Golden Trailer Awards
  - Candidatura per il miglior spot Tv fantasy / d'avventura
- 2019 - London Critics Circle Film Awards
  - Candidatura per il miglior attore dell'anno a Christian Bale
- 2019 - South by Southwest
  - Candidatura per il miglior design del titolo a Nic Benns e Miki Kato